# Porcia
Porcia (friuli nyelven Purcie) település Olaszországban, Friuli-Venezia Giulia régióban, Pordenone megyében. Lakosainak száma 14 971 fő (2023. január 1.). Porcia Fontanafredda, Pasiano di Pordenone, Pordenone, Prata di Pordenone, Roveredo in Piano és Brugnera községekkel határos.

## Népesség
A település lakossága az elmúlt években az alábbi módon változott:
| Lakosok száma | 15 250 | 15 280 | 14 971 |
|               | 2017   | 2018   | 2023   |